# Joe Lloyd

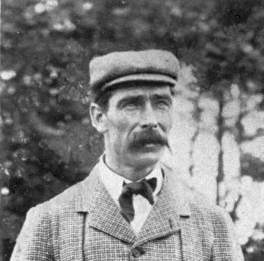
Joe Lloyd

Joe Lloyd (Hoylake, 1864) is een Engels golfer uit de 19e eeuw.

## Engeland
Joseph Lloyd werd lid van de Liverpool Golf Club, ook bekend onder de naam Hoylake. Het was de tweede baan van Engeland na de Westward Ho (1864). George Morris, broer van Old Tom Morris, had de baan in Liverpool aangelegd.

## Frankrijk
Enkele leden van Liverpool waren ook lid van Pau bij Biarritz, waar ze 's winters enkele maanden doorbrachten. In 1883 werd daar een demonstratiewedstrijd georganiseerd tussen Joe Llyod en de greenkeeper van Pau. In 1984 ging Llyod in Pau wonen en bouwde een werkplaats om stokken en ballen te kunnen maken. Tijdens zijn vakanties in Engeland speelde hij mee aan het Britse Open in Prestwick (1893), Sandwich (1894) en Hoylake (1897).

## Verenigde Staten
In 1897 emigreerde Lloyd naar de Verenigde Staten en ging wonen in Cleveland, waar hij dat jaar het derde US Open in Chicago won. Er waren 35 deelnemers, en de eerste prijs bracht $200 op. Op de tweede plaats eindigde met één slag meer Willie Anderson. Lloyd moest zelf de medaille betalen van $50. Hij ging daarna nog regelmatig naar Pau, o.a. in 1906 om het 100-jarig bestaan te vieren door een demonstratiewedstrijd te spelen met Harry Vardon, John Henry Taylor, Sandy Herd, Archie Simpson en Willie Auchterlonie.